# Kamrun Nahar Putul
Kamrun Nahar Putul (falecida a 21 de maio de 2020) foi uma política de Bangladesh.

## Biografia
Putul serviu como membro do Jatiya Sangsad representando o círculo eleitoral de Bogura-Joypurhat, num assento reservado para mulheres, de 1996 a 2001.
Putul era casada com Mustafizur Rahman, também um legislador da Liga Awami eleito em 1973. Ela morreu após sofrer com complicações da COVID-19 a 21 de maio de 2020, durante a pandemia do COVID-19 em Bangladesh.